# Eine lustige Gesellschaft vor dem Tivoli in Stockholm
Eine lustige Gesellschaft vor dem Tivoli in Stockholm ist ein deutscher Spielfilm von Max Skladanowsky aus dem Jahr 1896.

## Handlung
Drei betrunkene Männer wanken vor den Tivoli in Stockholm eine Treppe hinab, so dass ein vorbeifahrender Radfahrer stürzt. Sie helfen ihm wieder auf die Beine und setzen ihn zur Erholung auf eine Bank. Ein paar Stufen höher kommt es zu einer kleinen Rempelei zwischen zwei spazierenden Paaren. Daraus entwickelt sich umgehend eine Prügelei zwischen den beiden Männern, die jedoch von anderen Spaziergängern geschlichtet werden kann.

## Produktion und Veröffentlichung
Eine 35-mm-Kopie befindet sich in der Deutschen Kinemathek.